# Apterogyna lateritia
Apterogyna lateritia (лат.) — вид ос рода Apterogyna из семейства Bradynobaenidae.

## Распространение
Палеарктика: Европа, Крым, Турция, Израиль, Таджикистан, Туркменистан. Среди европейских стран отмечены, в том числе, Греция и Македония.

## Описание
Сходен с аптерогиной волжской, отличаясь следующими признаками: красновато-бурым первым тергитом брюшка (у первого вида он оранжево-бурый), округлыми ямками на передней половине третьего тергита (они вытянутые у волжской аптерогины). Общая длина тела самки около 10 мм. Крыльев у самки нет, самцы крылатые. Окраска тела в целом красновато-бурая, 2—4 сегменты брюшка черные.

## Таксономия
Вид был впервые описан в 1890 году российским энтомологом Фердинандом Фердинандовичем Моравицем (1827—1896) под названием Apterogyna lateritia Morawitz, 1890 и в дальнейшем был переописан из разных стран под разными именами, которые в 1994 году были признаны синонимами. Например, в 1954 году советским энтомологом Дмитрием Викторовичем Панфиловым (1923—1995) из Крыма был описан под названием Apterogyna taurica Panfilov, 1954.